# Legion Armeński
Legion Armeński (niem. Armenische Legion) – jeden z niemieckich Legionów Wschodnich (Ostlegionen). Powołany 4 lipca 1942 w Radomiu z rozwiązanego obozu przejściowego Durchgangslager 127 (Dulag 127).
Legion nie miał władzy zwierzchniej nad swoimi batalionami, a jedynie prowizoryczną. Bataliony zostały bowiem pojedynczo dołączono do różnych jednostek Wehrmachtu, po czym wysłano je na front.

## Struktura organizacyjna
- 808 Armeński Batalion Piechoty
- 809 Armeński Batalion Piechoty
- 810 Armeński Batalion Piechoty

Potem także:
- 812 Armeński Batalion Piechoty
- 813 Armeński Batalion Piechoty
- 814 Armeński Batalion Piechoty
- 815 Armeński Batalion Piechoty
- 816 Armeński Batalion Piechoty